# 莱瓦莱德拉瓦讷
莱瓦莱德拉瓦讷（法語：Les Vallées de la Vanne，法語發音：[le vale də la van] ⓘ）是法国约讷省的一个市镇，属于桑斯区。该市镇于2016年由原市镇瓦讷河畔泰伊、希日和瓦雷耶合并而成，行政中心位于瓦讷河畔泰伊。

## 地名
“莱瓦莱德拉瓦讷”（Les Vallées de la Vanne）一名在法语中意为“瓦讷河之谷”。

## 地理
莱瓦莱德拉瓦讷（48°10'7"N, 3°25'49"E）面积33.72 平方千米，位于法国勃艮第-弗朗什-孔泰大區约讷省，该省份为法国中北部内陆省份，西接卢瓦雷省，西北接塞纳-马恩省，南至涅夫勒省，东临科多尔省，东北与奥布省接壤。
与莱瓦莱德拉瓦讷接壤的市镇（或旧市镇、城区）包括：瓦讷河桥村、莱克莱里穆瓦、瓦讷河畔富瓦西、莱谢日、沃德尔、瑟里谢、沃莫尔、诺埃、小马莱、维利耶路易。
莱瓦莱德拉瓦讷的时区为UTC+01:00、UTC+02:00（夏令时）。

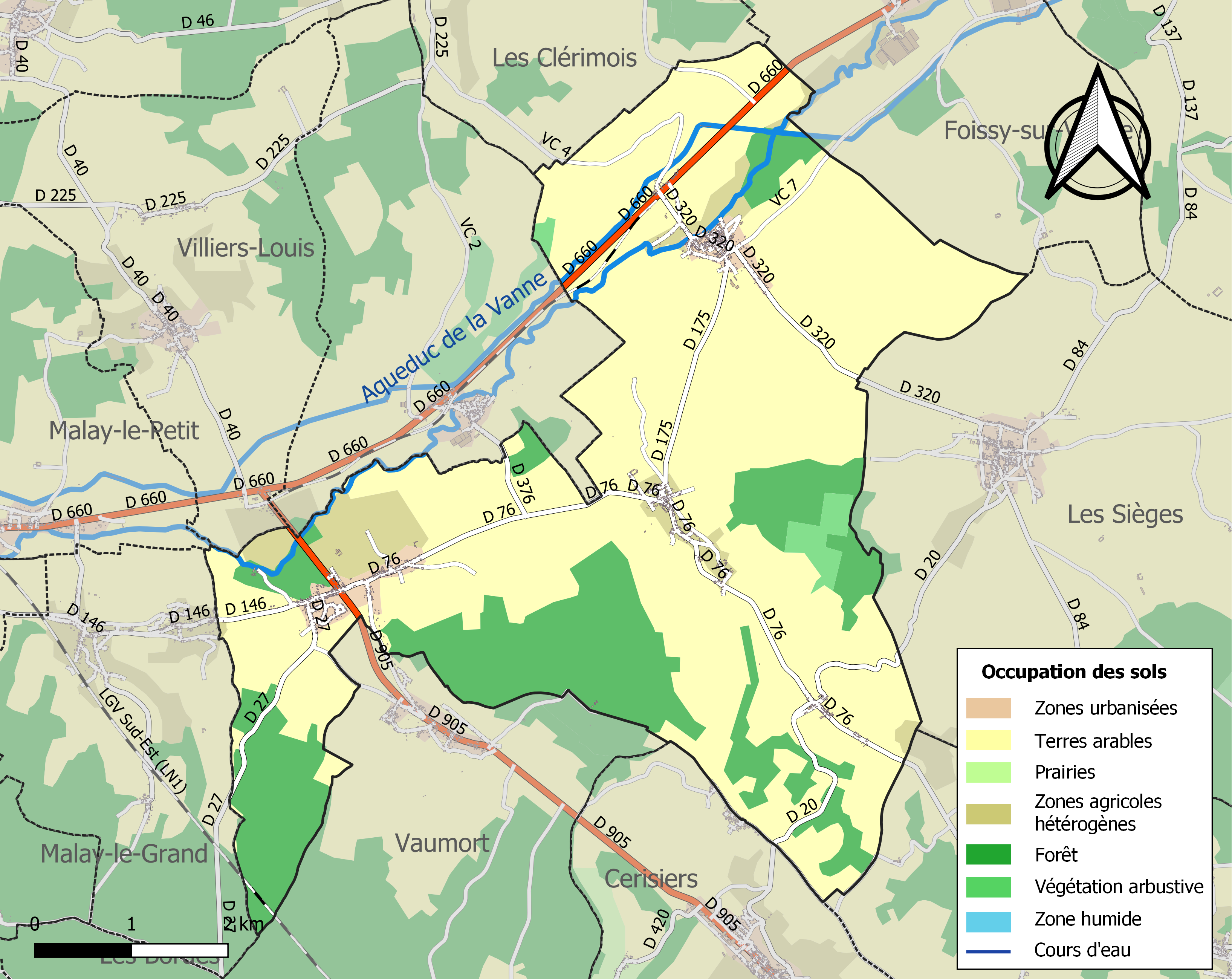
莱瓦莱德拉瓦讷的OSM定位图

## 行政
莱瓦莱德拉瓦讷的邮政编码为89190、89320，INSEE市镇编码为89411。

## 政治
莱瓦莱德拉瓦讷所属的省级选区为阿尔芒松河畔布列农县。

## 人口
莱瓦莱德拉瓦讷于2022年1月1日时的人口数量为1012人。